# Mavericks d'Omaha
Les Mavericks d'Omaha (en anglais : Omaha Mavericks) est un club omnisports universitaire de l'université du Nebraska à Omaha, située à Omaha dans le Nebraska aux États-Unis. Les équipes des Mavericks participent aux compétitions universitaires organisées par la National Collegiate Athletic Association.
Ayant évolué durant plusieurs années en deuxième division, les Mavericks rejoignent la Division I en 2011. 

## Hockey sur glace
L'équipe de hockey sur glace masculine fait partie de la National Collegiate Hockey Conference, évoluant en division 1. L'équipe a accédé à trois reprises au tournoi de championnat de la NCAA soit en 2006, 2011 et 2015.